# Jasenica (miasto Čapljina)
Jasenica – wieś w Bośni i Hercegowinie, w Federacji Bośni i Hercegowiny, w kantonie hercegowińsko-neretwiańskim, w mieście Čapljina. W 2013 roku liczyła 73 mieszkańców, z czego większość stanowili Boszniacy.

## Demografia
Według spisu powszechnego z 2013 roku, wieś liczyła 73 osoby.
| Pochodzenie | Ilość | Procent |
| ----------- | ----- | ------- |
| Boszniacy   | 52    | 71.2%   |
| Chorwaci    | 1     | 1.4%    |
| Inni        | 20    | 27.4%   |
| Razem       | 73    | 100%    |